# شهرستان یهر
ناحیهٔ بهر (به عربی: مدیریة یهر) یک ناحیه در یمن است که در استان لحج واقع شده‌است.
ناحیهٔ بهر ۳۷٬۱۴۸ نفر جمعیت دارد.